# Edward P. Barry
Edward P. Barry (* 28. November 1864 in Boston, Massachusetts; † 2. September 1936 ebenda) war ein US-amerikanischer Politiker. In den Jahren 1914 und 1915 war er Vizegouverneur des Bundesstaates Massachusetts.

## Werdegang
Nach einem Jurastudium und seiner Zulassung als Rechtsanwalt begann Edward Barry in diesem Beruf zu arbeiten. Außerdem wurde er in der Zeitungsbranche als Verleger tätig. Politisch schloss er sich der Demokratischen Partei an. Zwischen 1907 und 1909 gehörte er dem Governor’s Council von Massachusetts an. 1913 wurde er an der Seite von David I. Walsh zum Vizegouverneur seines Staates gewählt. Dieses Amt bekleidete er zwischen 1914 und 1915. Dabei war er Stellvertreter des Gouverneurs.
1928 kandidierte Barry erfolglos für das Amt des Attorney General von Massachusetts. Im Jahr 1932 war er Ersatzdelegierter zur Democratic National Convention, auf der Franklin D. Roosevelt als Präsidentschaftskandidaten nominiert wurde. Edward Barry starb am 2. September 1936 in seiner Heimatstadt Boston.